# Ca l'Hivern
Ca l'Hivern és una obra del municipi de Fogars de la Selva (Selva) inclosa en l'Inventari del Patrimoni Arquitectònic de Catalunya.

## Descripció
Es tracta d'un edifici aïllat de dues plantes i coberta de doble vessant a laterals situat prop d'un turó a la vall de Ramió. Les seves façanes són arrebossades, encara que mostren les pedres de la maçoneria, i la seva planta és rectangular. Els emmarcaments de les obertures són de rajola i pedra picada, i les cadenes cantoneres presenten grans blocs de pedra sorrenca.
De la façana principal cal destacar tres elements: el portal, la finestra amb la llinda treballada i un petit cap esculpit a la cantonada sud-est. El portal té forma d'arc de mig punt i grans dovelles de sorrenca. La llinda de la finestra que hi ha sobre aquest portal és un arc conopial amb quatre arquets horitzontals i decoració geomètrica interior. Pel que fa al petit cap esculpit, malgrat estar mig desfet i cobert actualment per una planta enfiladissa, és un alt relleu amb forma de cap humà.

## Història
Aquesta masia es pot datar entre els segles XVI-XVII. Les modificacions constructives dels segles xviii i xix es fan evidents en l'allargament de l'edifici cap al sud.
Un dels noms que rebia antigament la casa era "la Torre".